# Dobra zena
Ne doit pas être confondu avec The Good Wife.
Pour plus de détails, voir Fiche technique et Distribution.
Dobra zena (Добра жена) est un film dramatique bosnio-serbo-croate réalisé par Mirjana Karanović, sorti en 2016.

## Fiche technique
- Titre original : Dobra zena (serbo-croate), A Good Wife (anglais)[1].
- Titre français : A Good Wife[réf. nécessaire]
- Réalisation : Mirjana Karanović
- Scénario : Mirjana Karanović, Steven Filipovic, Darko Lungulov
- Photographie : Erol Zubcevic
- Montage : Lazar Predojev
- Musique : Dejan Pejovic
- Décors : Nenad Marković
- Costumes : Boris Caksiran
- Production : Snezana (Penev) van Houwelingen
- Société de production : This and That Production
- Distributeur : Iooknow
- Pays d’origine : Serbie, Croatie, Bosnie-Herzégovine
- Langue : Serbo-croate
- Format : Couleur
- Genre : Drame
- Durée : 90 minutes
- Dates de sortie :
  - États-Unis : 25 janvier 2016 (Festival du film de Sundance)
  - Serbie : avril 2016

## Récompenses
- Festival War on Screen 2016 : Mention spéciale du Jury
- Arte Kino Festival 2016 : Prix Nespresso du public

## Distribution
- Mirjana Karanović : Milena
- Boris Isakovic : Vlada
- Bojan Navojec : Deïan
- Hristina Popovic : Natacha
- Jasna Djuricic : Suzana
- Marko Nikolić (en) : Mirosljub
- Ksenija Marinkovic : Zlata
- Vlado Kerosevic : Sveta